# 第29装甲旅団 (ドイツ連邦陸軍)
第29装甲旅団「ジュートバーデン＝ホーエンツォレルン」（だい29そうこうりょだん、ドイツ語：Panzerbrigade 29 "Südbaden-Hohenzollern"）は、ドイツ連邦陸軍の旅団の一つ。第10装甲師団隷下にあって、旅団司令部をジークマリンゲンに置き、旅団隷下部隊はバーデン＝ヴュルテンベルク州に駐屯していた。

## 歴史

### 第2次編制
1959年、フレンドルフにて第30装甲旅団の一部を基に第29装甲擲弾兵旅団が編成される。第1空挺師団と第1山岳師団は1961年再編成されて、旅団はジークマリンゲンに移駐する。当初の旅団隷下部隊は以下のとおり。
- 旅団司令部中隊
- 第293装甲擲弾兵大隊　在インメンディンゲン（第34装甲擲弾兵大隊を基に編成、1966年に第292装甲擲弾兵大隊に改称）
- 第294戦車大隊　在グローセンクシュティンゲン（1958年に第322戦車大隊を基に編成、後にシュテッテン・アム・カルテン・マルクトへ移駐）
- 第295砲兵大隊　在ミュンジング（1958年編成、1959年にインメンディンゲンへ移駐、1966年に第295装甲砲兵大隊に改編）
- 第290駆逐戦車中隊　在ムルナウ（1959年にシュテッテンで編成）

旅団は第10装甲師団隷下におかれる。短期間であったが他部隊が隷属していたが、後に第28装甲擲弾兵旅団に配転される。隷属した部隊は次のとおりであった。ノイブルクの第281装甲擲弾兵大隊（自動車化）、ドナウヴェルトの第282装甲擲弾兵大隊およびノイブルクの第286補給大隊。1967年に旅団は第29装甲旅団に改編され、これにより第30装甲旅団から第304戦車大隊が編入され第293戦車大隊となる。

### 第3次編制
1971年に第293戦車大隊は第224山岳戦車大隊および第234山岳戦車大隊を新編するためにそれぞれ一部を構成する。1971年に第291降下猟兵大隊は第27降下猟兵旅団隷下第271降下猟兵大隊として後にシュテッテンからイーザーローンに移駐する。1972年に第296補給大隊は解隊され第290補給中隊と第290整備中隊が新編される。

### 第4次編制
1981年の旅団隷下部隊は以下のとおり。
- 旅団司令部中隊
- 第291戦車大隊（1998年解隊）
- 第292装甲擲弾兵大隊
- 第293戦車大隊
- 第294戦車大隊
- 第295装甲砲兵大隊
- 第290駆逐戦車中隊
- 第290装甲工兵中隊（1987年に旅団改編により第560装甲工兵教育中隊を改称、1987年にインメンドルフに駐屯する）
- 第290補給中隊
- 第290整備中隊
- 第104野戦予備大隊（1983年から）

1990年、バーデンに因んで愛称「ジュートバーデン＝ホーエンツォレルン（南バーデン：de:Baden (Südbaden)とホーエンツォレルン：de:Württemberg-Hohenzollern）」が与えられる。旅団は1993年9月30日に解隊される。第294装甲擲弾兵大隊は第30装甲旅団に配転される。

## 歴代旅団長
| 代 | 氏名                                                     | 着任           | 離任           |
| -- | -------------------------------------------------------- | -------------- | -------------- |
| 1  | クルト・ゲルバー陸軍准将 Kurt Gerber                     | 1959年8月1日   | 1962年9月30日  |
| 2  | ペーター・フォン・バトラー陸軍准将 de:Peter von Butler   | 1962年10月1日  | 1964年3月31日  |
| 3  | ギュンター・ライシュレ陸軍大佐 Günther Reischle          | 1964年4月1日   | 1965年10月15日 |
| 4  | ルドルフ・ハーゲマン陸軍大佐 de:Rudolf Hagemann          | 1965年10月16日 | 1966年9月30日  |
| 5  | ハンス＝ヨアヒム・ベッケ陸軍大佐 Hans-Joachim Becke      | 1966年10月1日  | 1969年4月10日  |
| 6  | ホルスト・オルロフ陸軍准将 Horst Ohrloff                 | 1969年4月11日  | 1970年9月30日  |
| 7  | ヘルベルト・フーバー陸軍准将 Herbert Huber               | 1970年10月1日  | 1974年11月10日 |
| 8  | クラウス・クラウゼン陸軍准将 Claus Claussen              | 1974年11月19日 | 1980年3月31日  |
| 9  | ハンス・グリルマイアー陸軍准将 Hans Grillmeier           | 1980年4月1日   | 1981年9月30日  |
| 10 | ヴィンフリート・フォーゲル陸軍大佐 de:Winfried Vogel     | 1981年10月1日  | 1982年9月30日  |
| 11 | ヘリベルト・グッテルマン陸軍准将 Heribert Göttelmann     | 1982年10月1日  | 1986年11月30日 |
| 12 | ヴォルフガング・ベッターマン陸軍准将 Wolfgang Beltermann | 1986年12月1日  | 1991年3月31日  |
| 13 | クラウス・ヴィティヒ陸軍大佐 Klaus Wittig                | 1991年4月1日   | 1993年9月30日  |